# Gar
Gar (en rus: Гарь) és un poble de la República de Komi, a Rússia, segons el cens del 2010 tenia un habitant.